# Tillandsia 'Gildora'
Tillandsia 'Gildora' es un  cultivar híbrido del género Tillandsia perteneciente a la familia  Bromeliaceae.
Es un híbrido creado en el año 1997 con las especies Tillandsia tenuifolia × Tillandsia recurvifolia.